# Кам'янокриничанська сільська рада
| Кам'янокриничанська сільська рада — орган місцевого самоврядування у Благовіщенському районі Кіровоградської області з адміністративним центром у с. Кам'яна Криниця. Сільській раді були підпорядковані населені пункти: - с. Кам'яна Криниця |

## Склад ради
Рада складалася з 16 депутатів та голови.

### Керівний склад ради
| ПІБ                       | Основні відомості                                                               | Дата обрання | Дата звільнення |
| ------------------------- | ------------------------------------------------------------------------------- | ------------ | --------------- |
| Богачук Михайло Дмитрович | Сільський голова, 1950 року народження, освіта, безпартійний                    | 26.03.2006   | 31.10.2010      |
| Івахнюк Павло Петрович    | Сільський голова, 1969 року народження, освіта середня спеціальна, безпартійний | 31.10.2010   |                 |

Примітка: таблиця складена за даними джерела

## Населення
Згідно з переписом УРСР 1989 року чисельність наявного населення сільської ради становила 1579 осіб, з яких 671 чоловік та 908 жінок.
За переписом населення України 2001 року в сільській раді мешкало 1355 осіб.

### Мова
Розподіл населення за рідною мовою за даними перепису 2001 року:
| Мова       | Відсоток |
| ---------- | -------- |
| українська | 98,16 %  |
| російська  | 1,03 %   |
| молдовська | 0,59 %   |
| білоруська | 0,07 %   |